# 30 юни
30 юни е 181-вият ден в годината според григорианския календар (182-ри през високосна година). Остават 184 дни до края на годината.

## Събития
- 350 г. – Римският узурпатор Непоциан от Константиновата династия е победен и убит от въоръжените сили на узурпатора Магненций.
- 763 г. – В битката при Анхиало българската войска, предвождана от кан Телец, търпи поражение от византийците, командвани от император Константин V.
- 1876 г. – Избухва Сръбско-турска война, в която като доброволци вземат участие и много български национал-революционери.
- 1894 г. – Корея обявява независимост от Китай.
- 1908 г. – В Сибир е регистрирана огромна експлозия, която се предполага, че е предизвикана от падане на т.нар. Тунгуски метеорит.
- 1913 г. – Турция се включва в Междусъюзническата война.
- 1925 г. – Завършено е прокарването на телефонен кабел между Европа и Южна Америка по дъното на Атлантическия океан.
- 1934 г. – В Нацистка Германия по нареждане на Хитлер се провежда брутална политическа чистка сред членовете на Щурмабтайлунг, известна като Нощ на дългите ножове.
- 1956 г. – „Дъглас DC-7 Мейнлайнър“ на „Юнайтед Еър Лайнс“ и „Локхийд L-1049A Супер Констелейшън“ на „Транс Уърлд Еърлайнс“ се сблъскват над Гранд Каньон в Аризона и се разбиват, а така убиват всички 128 на борда на двата самолета.
- 1960 г. – Конго обявява независимост от Белгия, една седмица по-късно започва гражданска война.
- 1971 г. – При катастрофа с кола в прохода „Витиня“ загиват легендарните български футболисти от „Левски“ Георги Аспарухов и Никола Котков.
- 1971 г. – Екипажът на съветския космически кораб Союз 11 загива при завръщането си на Земята, след изтичане на въздуха през повредена клапа.
- 1977 г. – Разпусната е военната организация СЕАТО.
- 1982 г. – Ричард Никсън пристига на посещение в България. Среща се с Тодор Живков в резиденция Евксиновград край Варна. Визитата има частен характер и продължава от 30 юни до 2 юли.
- 1990 г. – Източна и Западна Германия сливат икономиките си.
- 1993 г. – Блага Димитрова подава оставка като вицепрезидент на България.
- 1999 г. – Българското правителство продава 75% от националния превозвач авиокомпания Балкан на израелската фирма Зееви Груп.
- 2002 г. – Бразилия става световен шампион по футбол след победа с 2:0 над Германия на финала на Световното първенство в Япония и Южна Корея.
- 2002 г. – В Боливия се провеждат президентски избори и за президент, с 22,5% от гласовете на избирателите, е избран Гонсало Санчес де Лосада.
- 2005 г. – Испания узаконява еднополовите бракове.
- 2008 г. – „Майкрософт“ спира продажбите на Windows XP.
- 2009 г. – Самолетът при полет 626 на „Йемения“ се разбива в Индийския океан близо до Коморските острови и убива 152 от 153-мата души на борда. 14-годишно момиче на име Бахия Бакари оцелява след катастрофата.
- 2017 г. – Германия узаконява еднополовите бракове.

## Родени
- 1470 г. – Шарл VIII, крал на Франция († 1498 г.)
- 1801 г. – Фредерик Бастиа, френски философ († 1850 г.)
- 1812 г. – Мирза Ахундов, азербайджански писател († 1878 г.)
- 1819 г. – Уилям Уилър, американски политик († 1887 г.)
- 1873 г. – Димитър Хаджигеоргиев, български композитор († ? г.)
- 1884 г. – Георги Кьосеиванов, български политик († 1960 г.)
- 1889 г. – Владимир Сис, чешки журналист и писател († 1957 г.)
- 1893 г. – Валтер Улбрихт, германски политик († 1973 г.)
- 1894 г. – Юрий Завадски, съветски режисьор († 1977 г.)
- 1900 г. – Крум Цоков, български дипломат (* ?)
- 1911 г. – Чеслав Милош, полски писател, Нобелов лауреат († 2004 г.)
- 1917 г. – Лена Хорн, американска певица и актриса († 2010 г.)
- 1917 г. – Сюзън Хейуърд, американска актриса († 1975 г.)
- 1921 г. – Освалдо Лопес Ареляно, президент на Хондурас († 2010 г.)
- 1925 г. – Филип Жакоте, швейцарски поет († 2021 г.)
- 1931 г. – Иван Цветарски, български актьор († 1987 г.)
- 1937 г. – Анастасия Димитрова-Мозер, български политик
- 1938 г. – Мими Николова, българска поп певица
- 1943 г. – Бисер Михайлов, български футболист († 2020 г.)
- 1950 г. – Ленърд Уайтинг, британски актьор
- 1951 г. – Стенли Кларк, американски джазов музикант
- 1952 г. – Димитър Лавчев, български виртуозен гъдулар
- 1956 г. – Айлин Чайкън, американски режисьор
- 1957 г. – Дъг Сампсън, британски барабанист
- 1958 г. – Йордан Парушев, български художник († 2011 г.)
- 1963 г. – Ингви Малмстийн, шведски китарист
- 1964 г. – Мартин Вайнек, австрийски актьор
- 1964 г. – Таня Богомилова, българска плувкиня
- 1966 г. – Майк Тайсън, американски боксьор
- 1968 г. – Фил Анселмо, американски музикант
- 1975 г. – Ралф Шумахер, германски пилот от Формула 1
- 1977 г. – Васил Пандов, български политик и юрист
- 1982 г. – Лизи Каплан, американска актриса
- 1983 г. – Черил Коул, британска поп-певица
- 1985 г. – Адалтон Жувенал, бразилски футболист
- 1985 г. – Майкъл Фелпс, американски плувец
- 1986 г. – Фреди Гуарин, колумбийски футболист
- 1995 г. – Андреа Петаня, италиански футболист

## Починали
- 350 г. – Непоциан, римски император (* неизв.)
- 1488 г. – Андреа Верокио, италиански скулптор (* 1435 г.)
- 1660 г. – Уилям Отред, английски математик (* 1575 г.)
- 1880 г. – Димитър Трайкович, български революционер (* ок. 1817 г.)
- 1881 г. – Адам Цвецински, руски офицер (* 1826 г.)
- 1896 г. – Михаил Хитрово, руски дипломат (* 1837 г.)
- 1913 г. – Иван Месаров, български революционер (* 1858 г.)
- 1919 г. – Джон Уилям Стрът, английски физик, Нобелов лауреат (* 1842 г.)
- 1934 г. – Грегор Щрасер, германски политик (* 1898 г.)
- 1934 г. – Курт фон Шлайхер, германски политик (* 1882 г.)
- 1961 г. – Ли де Форест, американски изобретател (* 1873 г.)
- 1965 г. – Стефан Славчев, български военен деец (* 1869 г.)
- 1966 г. – Марджъри Алингам, английска писателка (* 1904 г.)
- 1971 г. – Георги Аспарухов, български футболист (* 1943 г.)
- 1971 г. – Никола Котков, български футболист (* 1938 г.)
- 2000 г. – Славчо Чернишев, български писател (* 1924 г.)
- 2002 г. – Николай Хайтов, български писател (* 1919 г.)
- 2006 г. – Роберт Гернхарт, германски писател и художник (* 1937 г.)
- 2012 г. – Ицхак Шамир, израелски политик, седми министър-председател на Израел (* 1915 г.)
- 2014 г. – Желко Щуранович, черногорски политик (* 1960 г.)
- 2022 г. – Technoblade, американски ютюбър (* 1999 г.)

## Празници
- България – Боен празник на 14-и Македонски пехотен полк
- Гватемала – Ден на армията
- Демократична република Конго – Ден на независимостта (от Белгия, 1960 г., национален празник)
- Судан – Ден на революцията